# Puig dels Quatre Termes
Puig dels Quatre Termes är en bergstopp i Spanien, på gränsen till Frankrike.   Den ligger i regionen Katalonien, i den östra delen av landet, 600 km öster om huvudstaden Madrid. Toppen på Puig dels Quatre Termes är 1 156 meter över havet. Puig dels Quatre Termes ingår i Serra de l'Albera.
Terrängen runt Puig dels Quatre Termes är huvudsakligen lite bergig. Runt Puig dels Quatre Termes är det ganska glesbefolkat, med 38 invånare per kvadratkilometer. Närmaste större samhälle är Llançà, 17,6 km sydost om Puig dels Quatre Termes. I omgivningarna runt Puig dels Quatre Termes växer i huvudsak blandskog.